# Ghiacciaio Drama
Il ghiacciaio Drama (in inglese: Drama Glacier) è un ghiacciaio vallivo lungo circa 10 km e largo 1,5, situato sulla costa di Zumberge, nella parte occidentale della Terra di Ellsworth, in Antartide. In particolare, il ghiacciaio, il cui punto più alto si trova a circa 1.600 m s.l.m., si trova nella parte sud-orientale della dorsale Sentinella, nelle Montagne di Ellsworth. Qui, esso fluisce verso nord-est scorrendo lungo il fianco meridionale del picco Bagra, nelle cime Petvar, a sud del ghiacciaio Razboyna e a nord-ovest del ghiacciaio Gabare, fino a uscire dalla valle a nord del picco Long.

## Storia
Il ghiacciaio Drama è stato così battezzato dalla Commissione bulgara per i toponimi antartici in onore del villaggio di Drama, situato nella Bulgaria sud-orientale.